# 三角亚口鱼属
三角亚口鱼属（学名：Deltistes）是吸口鲤科下的一个属。

## 下属物种
本属包括以下物种：
- Deltistes luxatus (Cope, 1879)